# Mecyclothorax incompositus
Mecyclothorax incompositus är en skalbaggsart som beskrevs av Britton 1948. Mecyclothorax incompositus ingår i släktet Mecyclothorax och familjen jordlöpare. Inga underarter finns listade i Catalogue of Life.